# Закавказька Соціалістична Федеративна Радянська Республіка
Закавказька Соціалістична Федеративна Радянська Республіка (Закавказька Федерація, ЗСФРР) — одна з республік у складі СРСР з 1922 по 1936 роки.
Ідею утворення закавказької федерації висунув В. І. Ленін, зважаючи на необхідність господарського та військово-політичного об'єднання закавказьких республік після Громадянської війни, знищення залишків національних самостійницьких рухів, відновлення господарства, ліквідації міжнаціонального недовір'я і ворожнечі.

## Історія

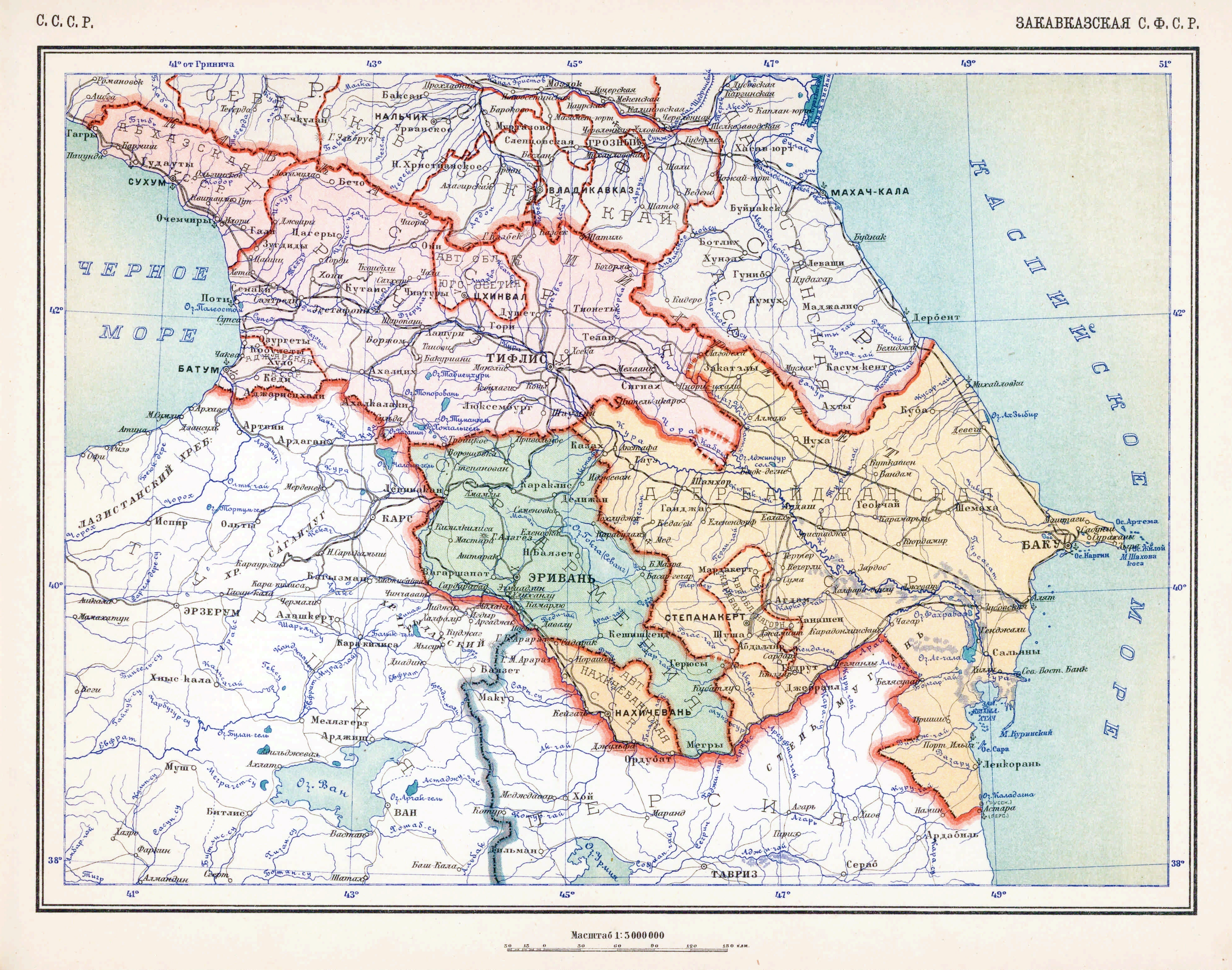
Закавказька Соціалістична Федеративна Радянська Республіка

12 березня 1922 в Тбілісі конференція представників ЦВК Азербайджанської, Вірменської і Грузинської РСР затвердила договір про створення Федеративного Союзу Соціалістичних Радянських Республік Закавказзя (ФССРРЗ).
13 грудня 1922 1-й Закавказький з'їзд Рад (Баку) перетворив ФССРРЗ на Закавказьку Соціалістичну Федеративну Радянську Республіку, зберігаючи самостійність республік, що входили в неї. З'їзд затвердив Конституцію ЗСФРР, утворив Закавказький Центральний Виконавчий Комітет  і уряд — Раду народних комісарів ЗСФРР.
30 грудня 1922 року ЗСФРР об'єдналася з РСФРР, УСРР і БСРР в СРСР.
За Конституцією СРСР 1936 року Азербайджанська, Вірменська і Грузинська РСР увійшли до складу СРСР як самостійні союзні республіки. ЗСФРР була скасована.

## Населення
ЗРФСР — 5 861 600 осіб; в тому числі:
- Грузинська РСР — 2 666 500 осіб,
- Азербайджанська РСР — 2 314 600 осіб,
- Вірменська РСР — 880 500 осіб.

| Азербайджанська РСР | Азербайджанська РСР |
| ------------------- | ------------------- |
| Разом               | 2 314 600           |
| Азербайджанці       | 1 438 000           |
| Вірмени             | 283 000             |
| Росіяни             | 220 500             |
| Талиші              | 77 000              |
| Курди               | 41 000              |
| Лезгини             | 37 300              |
| Тати                | 28 400              |
| Євреї               | 20 600              |
| Українці            | 18 200              |
| Татари              | 9 900               |
| Перси               | 9 400               |
| Удіни               | 2 400               |

| Вірменська РСР | Вірменська РСР | Вірменська РСР |
| -------------- | -------------- | -------------- |
| Разом          | 880 500        | 100%           |
| Вірмени        | 743 600        | 84,45%         |
| Азербайджанці  | 76 900         | 8,73%          |
| Росіяни        | 19 500         | 2,21%          |
| Курди          | 15 700         | 1,73%          |
| Греки          | 3 000          | 0,34%          |
| Українці       | 2 800          | 0,32%          |
| Ассирійці      | 2 200          | 0,24%          |

| Грузинська РСР | Грузинська РСР |
| -------------- | -------------- |
| Разом          | 2 666 500      |
| Грузини        | 1 788 200      |
| Вірмени        | 307 000        |
| Азербайджанці  | 137 900        |
| Осетини        | 133 300        |
| Росіяни        | 96 100         |
| Абхази         | 56 800         |
| Греки          | 54 100         |
| Українці       | 14 400         |
| Євреї          | 9 300          |
| Курди          | 8 000          |
| Лезгини        | 3 400          |
| Єзиди          | 2 800          |
| Ассирійці      | 900            |